# Pois chiche
Cicer arietinum
Pour les articles homonymes, voir Pois (homonymie).
Espèce
Le pois chiche, Cicer arietinum, est une espèce de plantes à fleurs dicotylédones  de la famille des Fabaceae (légumineuses), sous-famille des Faboideae, originaire du Sud-Est de la Turquie.
L’espèce cultivée provient de la domestication d’un pois chiche sauvage à graines réticulées (Cicer reticulatum Ladiz.) dans la partie centrale du Croissant fertile.
Le pois chiche est une plante herbacée annuelle, cultivée pour ses graines comestibles, nommées aussi pois chiches. Deux groupes de cultivars ont été distingués: les Kabuli, à grosses graines, avec des téguments minces et peu ridés, prédominants dans les pays méditerranéens et en Asie du Sud-Ouest et les Desi, à petites graines, un tégument rugueux de couleur plus sombre.
Le pois chiche est adapté à un climat subtropical ou méditerranéen qui se contente de sols pauvres, caillouteux et secs. Il croit presque exclusivement après les pluies en bénéficiant de l’humidité des sols. L’Inde est le plus grand producteur de pois chiches, avec 75 % de la production mondiale en 2021.
Le pois chiche est riche en glucides, protéines et fibres alimentaires. La richesse des protéines en acides aminés essentiels rend sa consommation complémentaire des régimes à base de céréales. Sa richesse en composés phytochimiques bioactifs (composés phénoliques, isoflavones et saponines) ont suscité la production de nombreuses études pharmacologiques indiquant qu’il pourrait avoir des effets bénéfiques sur certaines maladies humaines importantes.
Le pois chiche, tel quel ou réduit en farine, sert de base à un grand nombre de préparations culinaires, en particulier dans le bassin méditerranéen, au Moyen-Orient et dans le sous-continent indien. Une cinquantaine de préparations culinaires à base de pois chiches ont été repérées.

## Nomenclature et étymologie
En 1753, Carl Linné a donné le nom latin de Cicer arietinum à l’espèce dans Species Plantarum 2: 738.
Le nom de genre Cicer est un nom latin cĭcĕr, ĕris, signifiant « pois chiche ».
L’épithète spécifique arietinum vient du latin ărĭĕtīnus, a, um (aries), « qui ressemble au bélier » : arietinum cicer Pline 18, 124, « sorte de pois chiche », en référence à la forme de la graine en tête de bélier (aries en latin), flanquée de ses cornes.
En français, le terme pois chiche (qui apparait en 1244) se compose de pois (du latin pisum, nom d’une légumineuse attestée chez Varron) et de chiche qui serait une altération influencée par la première acception de chiche de l'ancien français cice « une personne qui regarde à la dépense ».

## Taxonomie

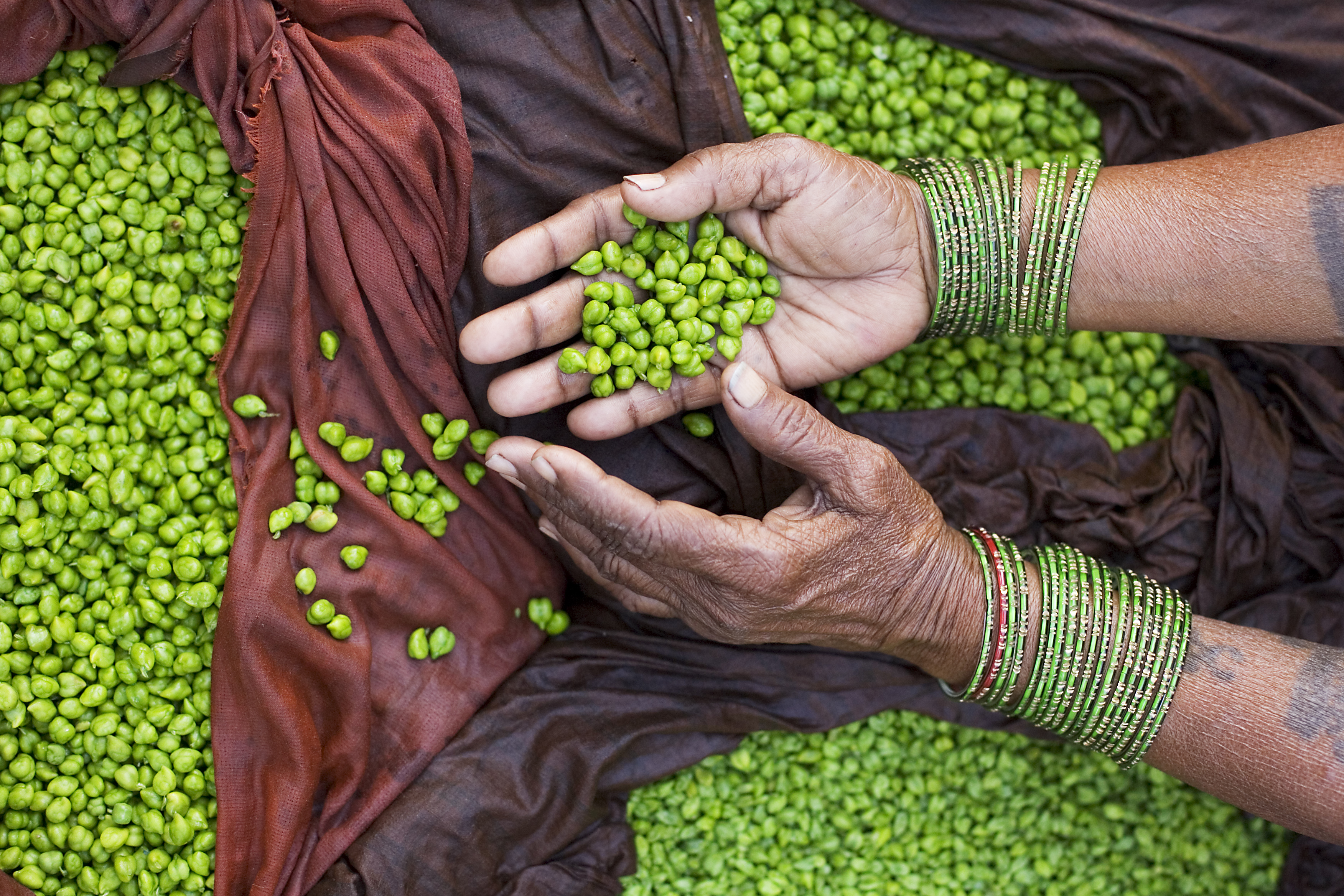
Vendeuse indienne triant des pois chiches verts à Varanasi (Inde).

Un synonyme homotypique, selon POWO,
- Vicia arietina (L.) E.H.L.Krause in J.W.Sturm, Deutschl. Fl. Abbild., ed. 2. 9: 16 (1901)

Deux sous-espèces
- Cicer arietinum subsp. arietinum,
- Cicer arietinum subsp. reticulatum (Ladiz.) Moreno & Cubero ex Del Guacchio & P.Caputo

Liste des variétés
Selon Tropicos (14 juillet 2018) (Attention liste brute contenant possiblement des synonymes) :
- Cicer arietinum var. arietinum
- Cicer arietinum var. fuscum Alef.
- Cicer arietinum var. macrocarpum Jaub.
- Cicer arietinum var. vulgare Jaub.

## Description
Cicer arietinum est une plante herbacée annuelle, au port dressé, pouvant atteindre 1 m de haut, avec des tiges simples ou ramifiées, dressées, à poils glanduleux.
Le système racinaire est étendu et porte des nodules abritant des bactéries fixatrices d'azote (notamment Mesorhizobium ciceri et Mesorhizobium mediterraneum).
Les feuilles, composées imparipennées (avec une foliole terminale), présentent 3 à 8 paires de folioles. Celles-ci peuvent atteindre 17 mm de long sur 10 mm de large, avec des bords dentés et des poils glandulaires faibles et étalés. À la base des feuilles, se trouvent des stipules triangulaires.
Le racème porte 1 ou 2 fleurs.

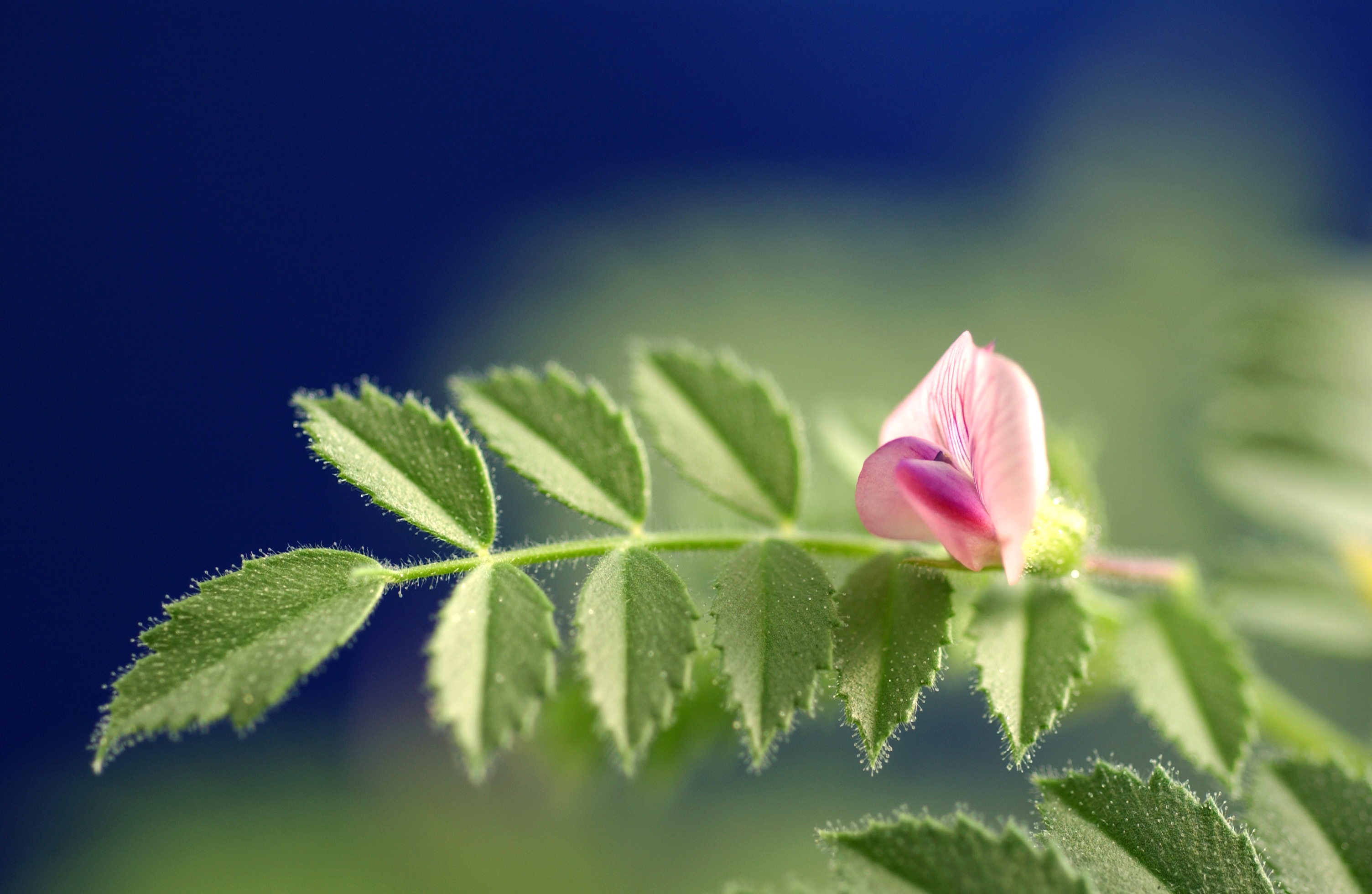
Feuille et fleur.

Les fleurs, solitaires, zygomorphes, portées par un pédicelle de 5–25 mm, sont typiquement de type « papilionacé ». Elles atteignent 12 mm de long et présentent des pétales blancs ou lilas à violet. Le calice est campanulé, profondément denté, à poils glanduleux. La corolle de 8–10 mm est blanche, bleu clair ou rouge pourpre, à poils glanduleux. Le pois chiche domestique (Cicer arietinum subsp. arietinum) est essentiellement une plante autogame. Toutes les variétés cultivées sont diploïdes et infertiles
Le fruit est une petite gousse gonflée et arrondie, atteignant 3,5 cm de long sur 1,7 cm de large, avec des poils glanduleux. Chaque gousse contient de une à quatre graines, de forme sphérique, bosselée et terminée en pointe, à la surface lisse ou rugueuse, pouvant atteindre 15 mm sur 10 mm. Leur couleur est variable, généralement blanc crème à beige pour les graines sèches.
En tant que plante de grand intérêt économique, le séquençage de son génome est en cours.

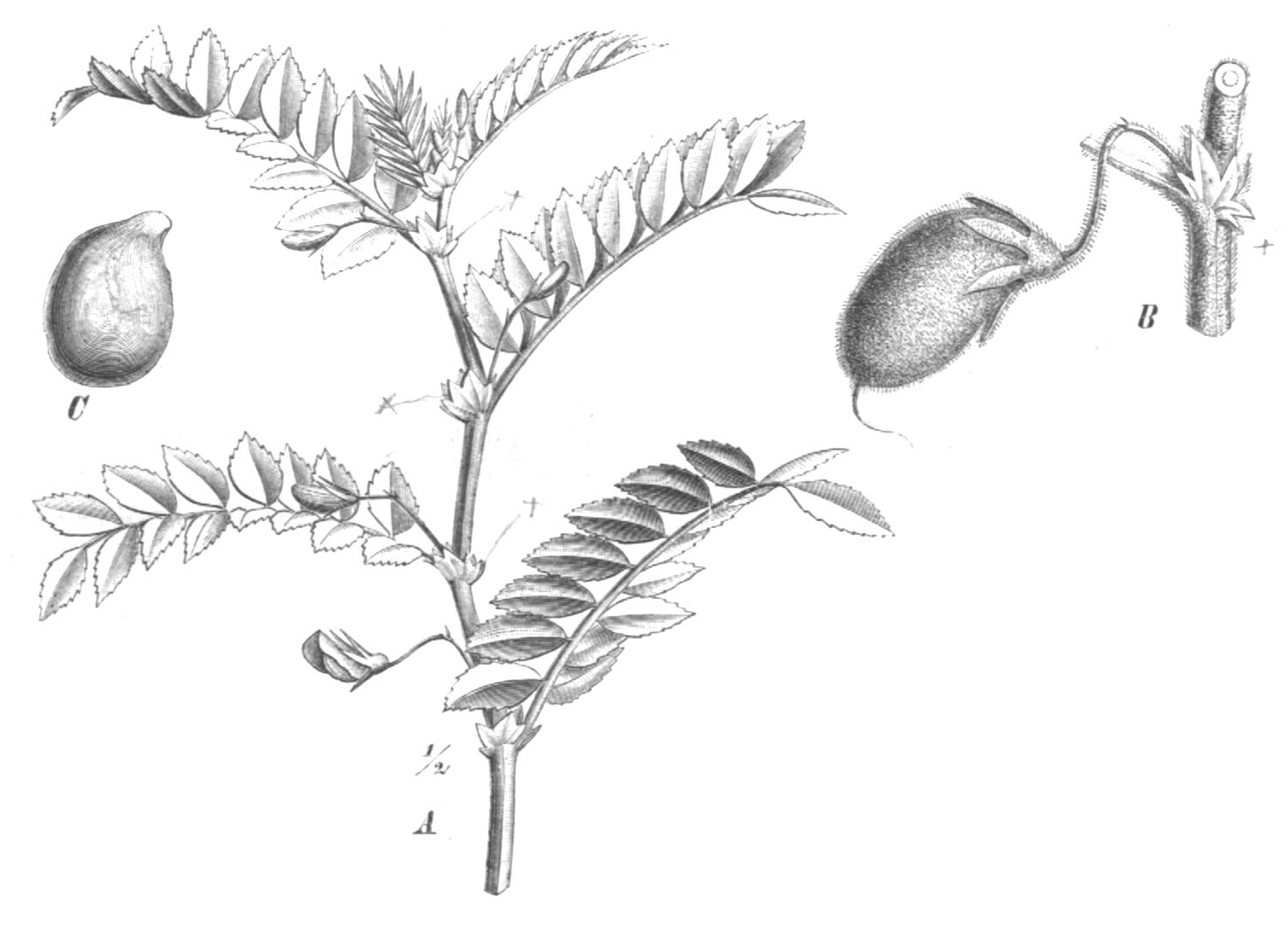
Planche botanique.
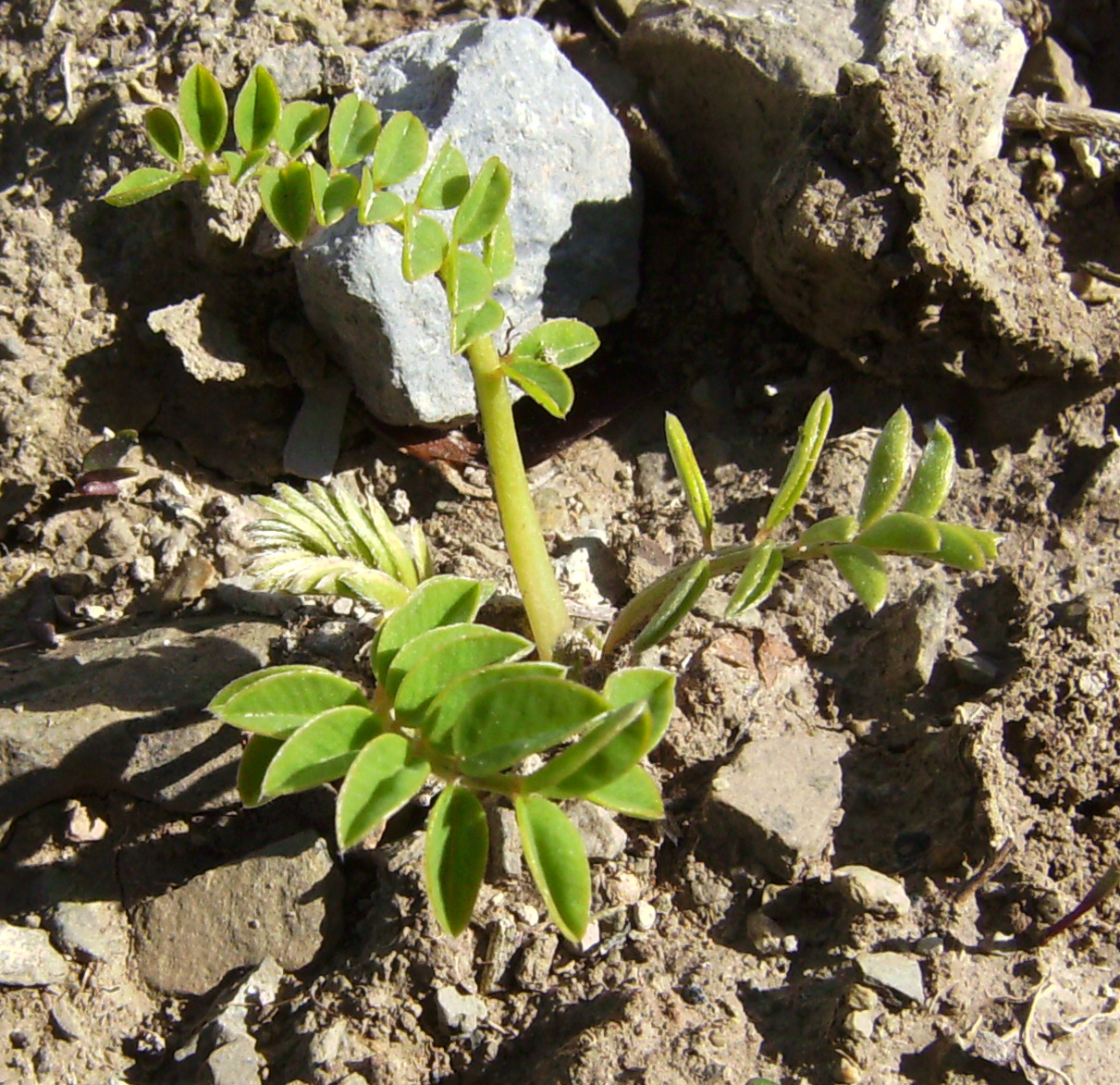
Plantule.
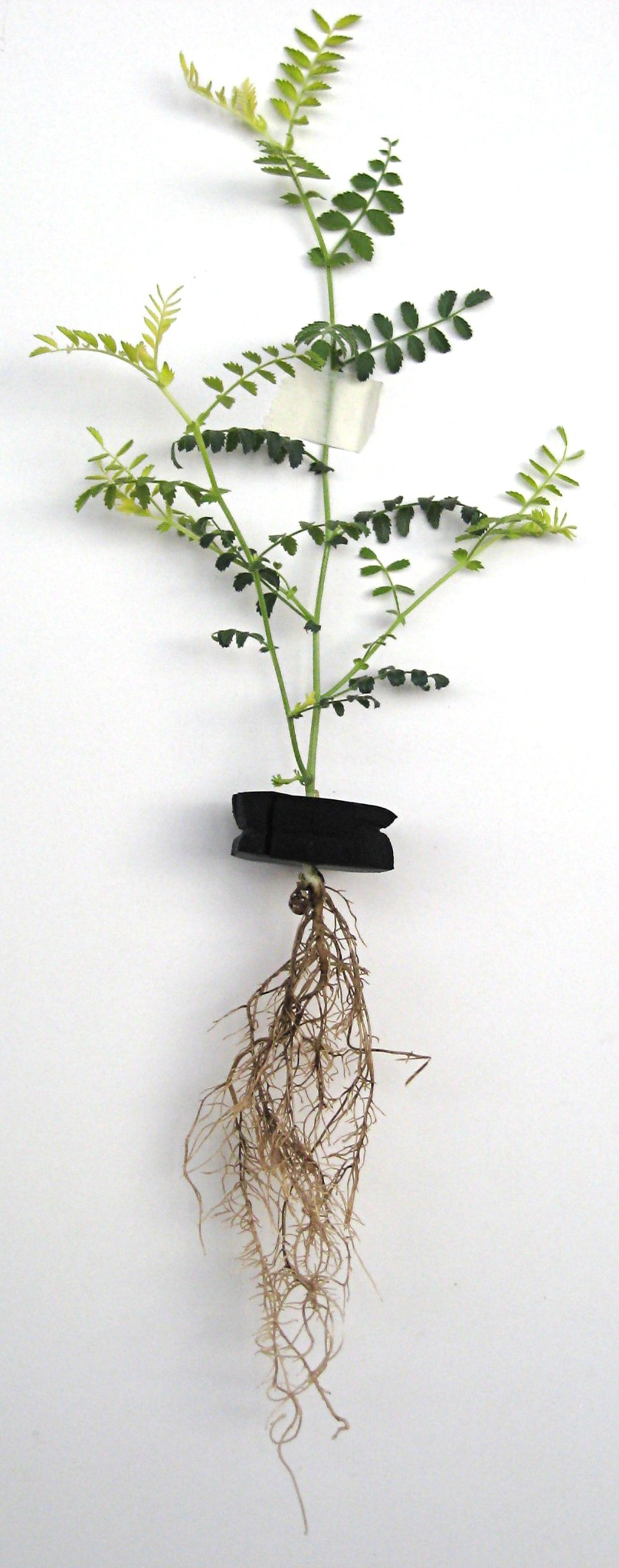
Jeune plant.
Plante en fleurs.
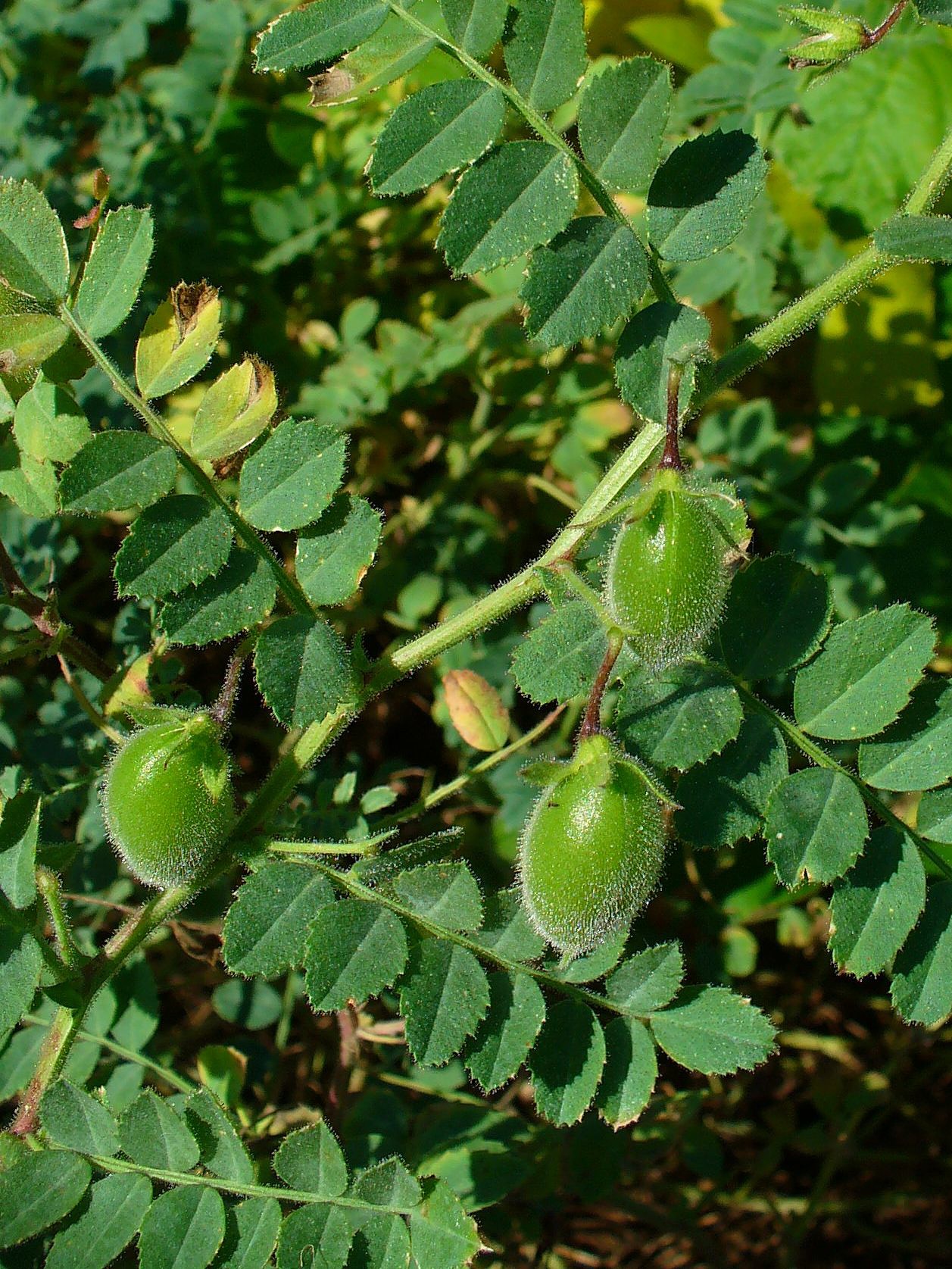
Plante en fruits.
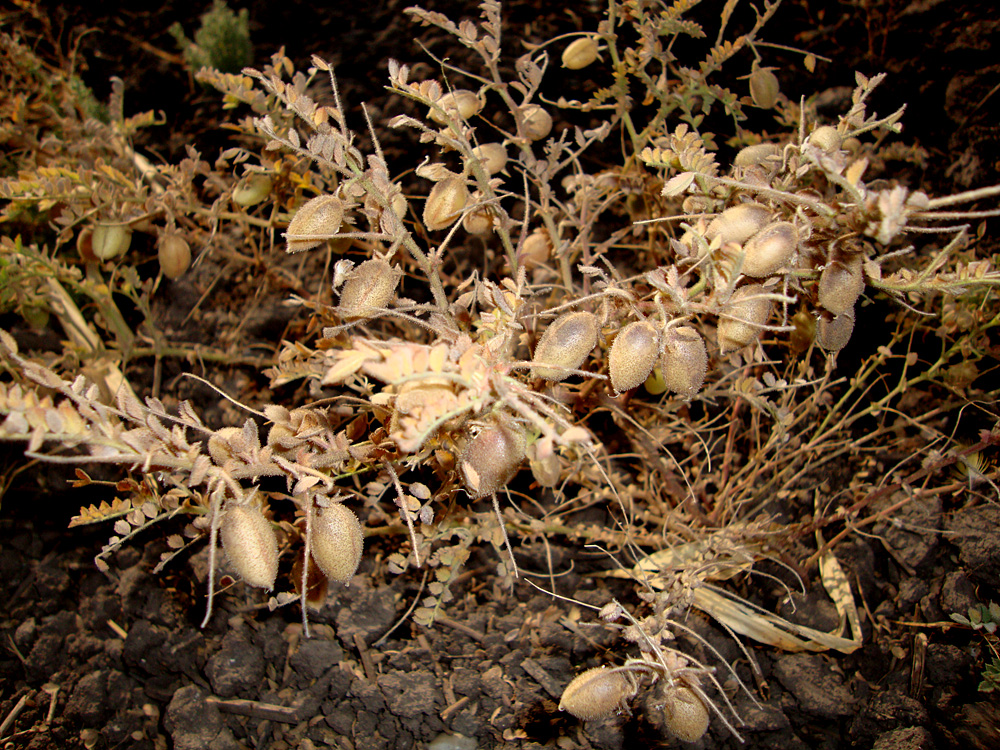
Fruits à maturité.
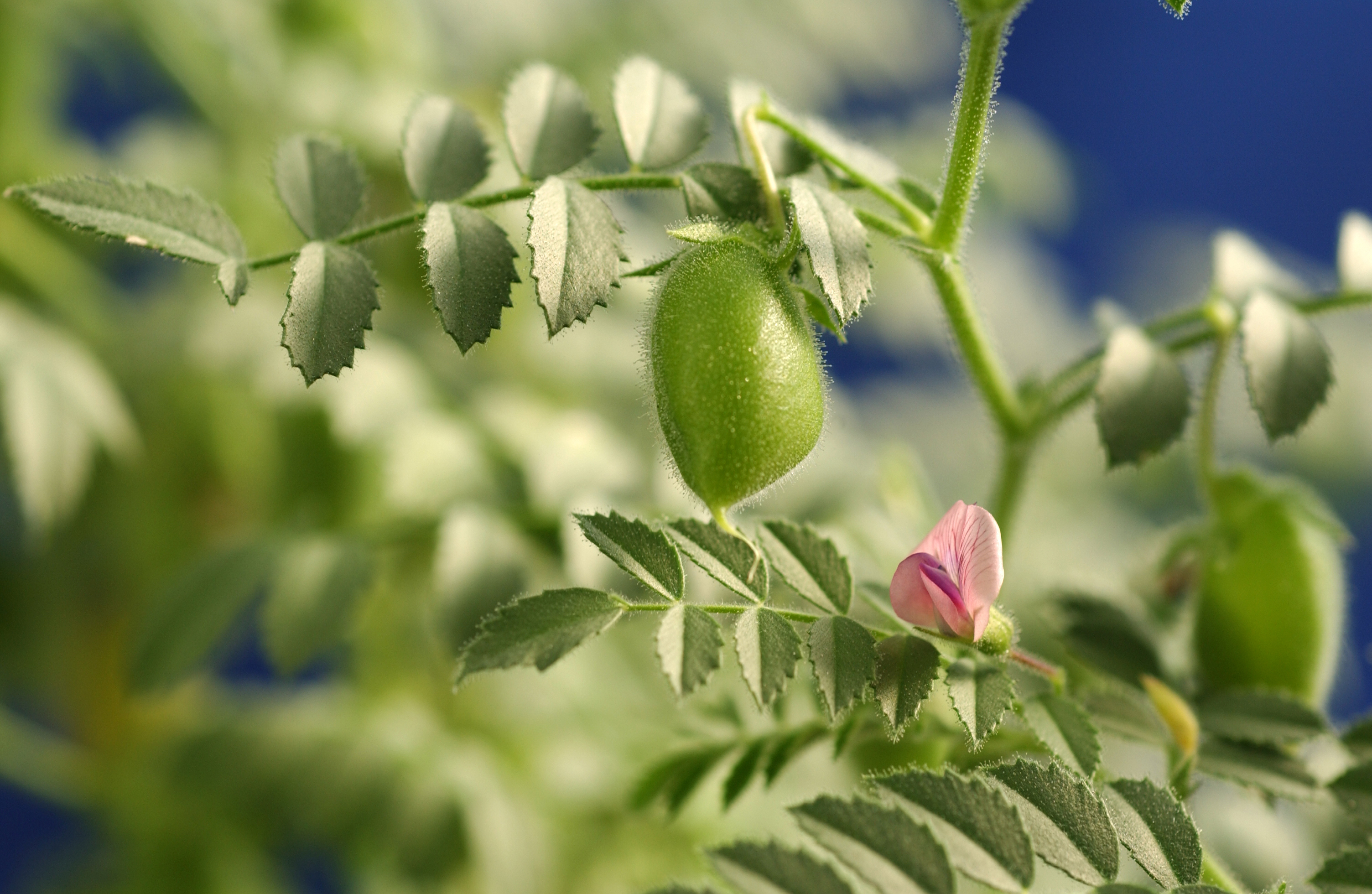
Fleur et fruit (détail).
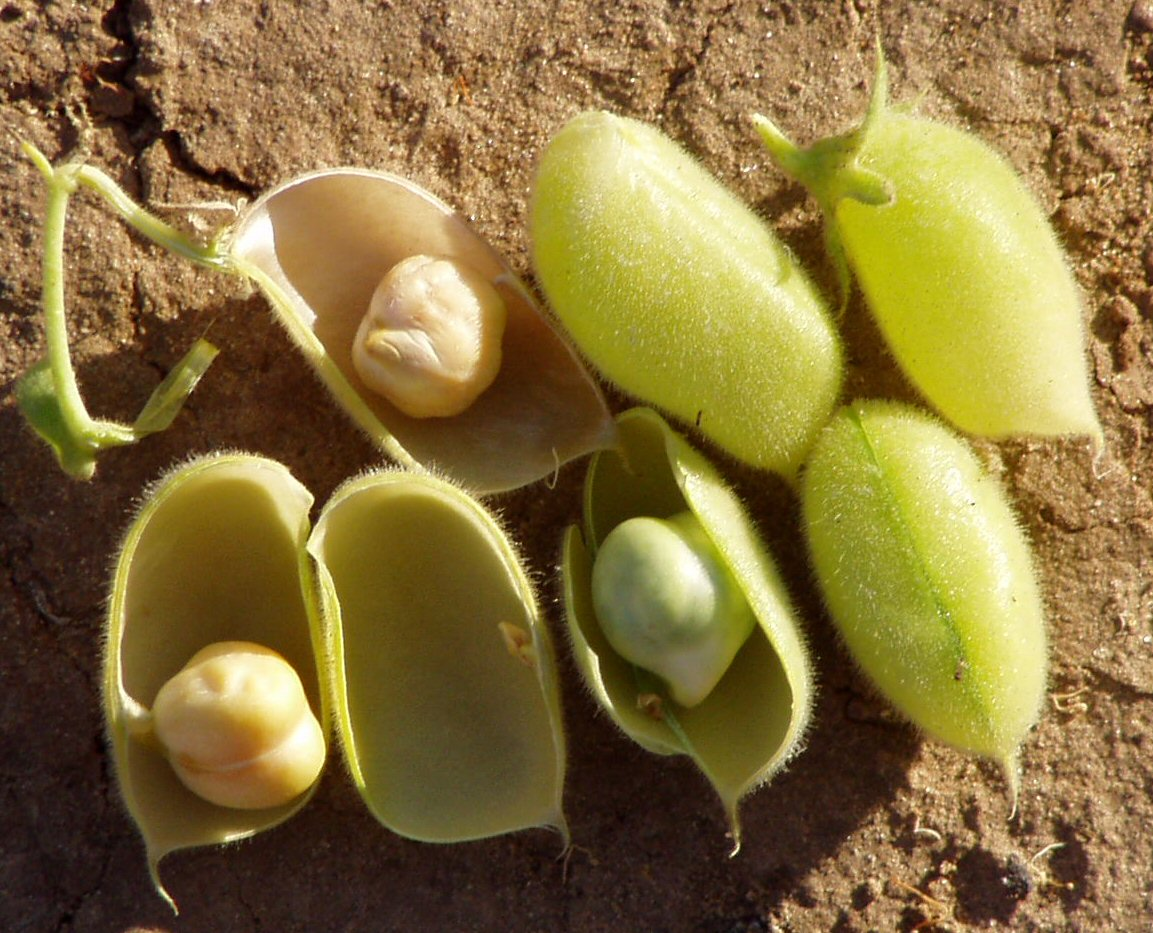
Gousses ouvertes montrant la graine.
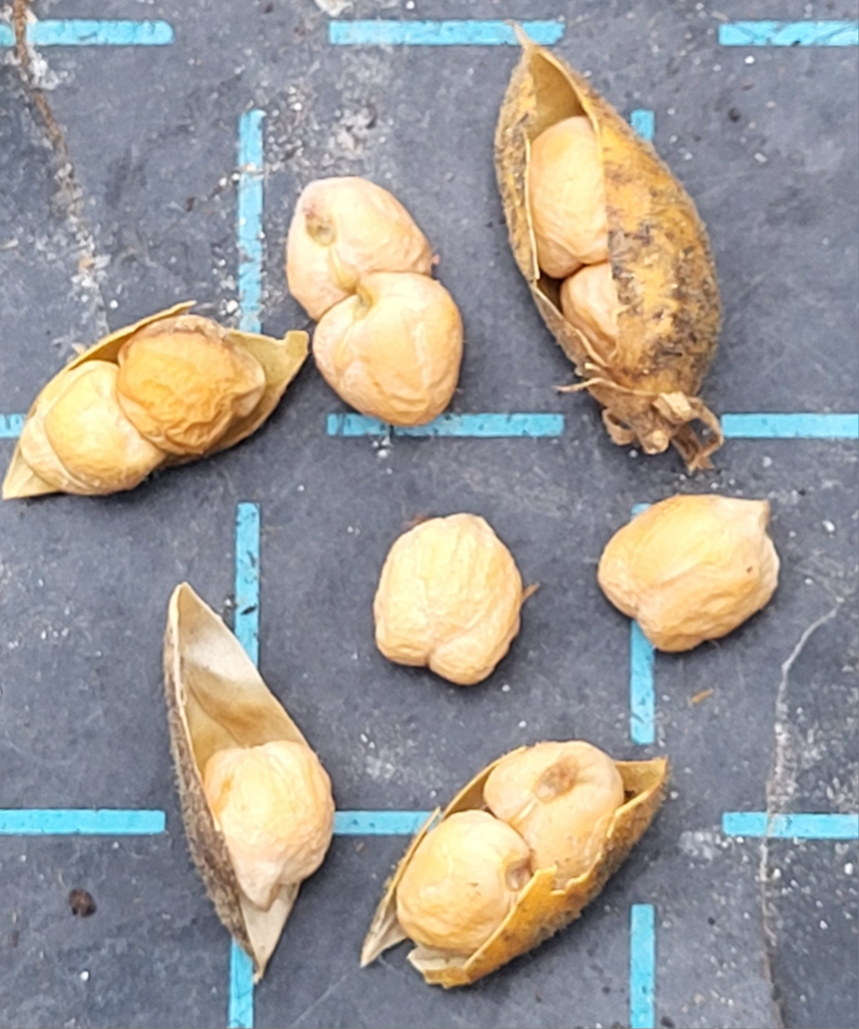
Gousses avec une ou deux graines.
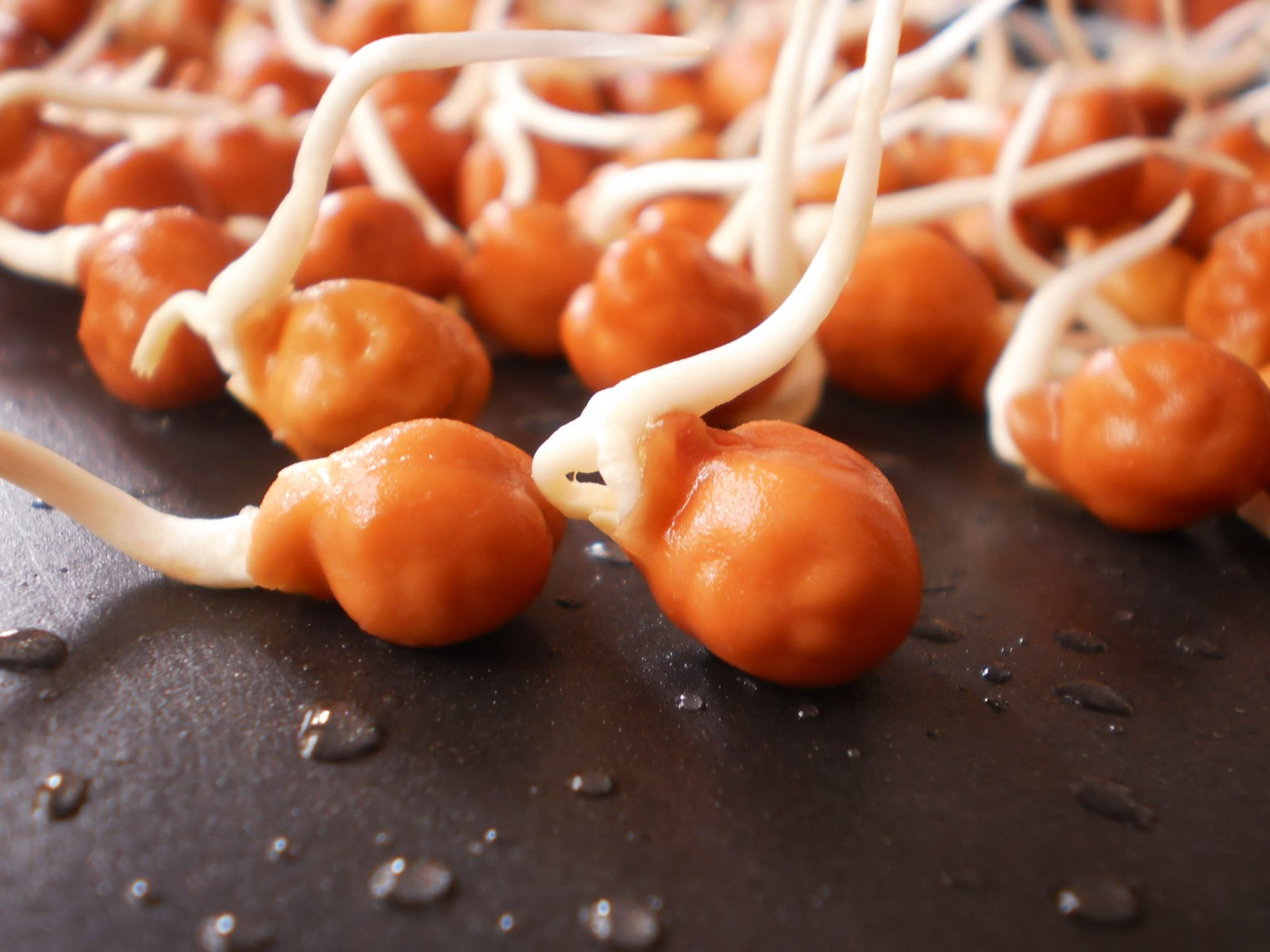
Graines germées.

## Aire de distribution
Cicer arietinum est originaire d’Iran, Iraq et Turquie.
Il a été introduit en
EurasieItalie, France, Royaume-Uni, Tchécoslovaquie, Bulgarie, Ukraine, Biélorussie, Pays Baltes, Russie occidentale, Sibérie occidentale, Kazakhstan, Kirghizstan, Turkménistan, Liban-Syrie, Himalaya de l'Est, Chine du Centre-Nord, Xinjiang, Qinghai, Pakistan, Mongolie, Myanmar, Inde, Afghanistan,
AfriqueLibye, Maghreb, Égypte, Soudan, Éthiopie, Kenya, Tanzanie, Ouganda, Yémen, Congo, Zimbabwe
Australiedu Sud, Queensland
AmériqueVermont, Maryland, Cuba, Mexique Sud-Ouest, Colombie, Pérou.
Le pois chiche est adapté à un climat subtropical ou méditerranéen ; il croit presque exclusivement après les pluies en bénéficiant de l’humidité des sols.

## Cultivars
Il existe de nombreux cultivars de pois chiches à travers le monde présentant une large gamme de variations dans la taille, la couleur et la forme de la graine ainsi que dans la morphologie de la plante.
Deux groupes de cultivars se distinguent nettement
- groupe Kabuli (ou macrosperma): regroupe les cultivars à grosses graines (7–8 mm), avec des téguments minces et lisses, de couleur claire et peu ridées. La plante a un port érigé et des fleurs blanc crème. Ce sont les cultivars prédominants dans les pays méditerranéens et en Asie du Sud-Ouest. Ils ont été introduits au XVIIIe siècle en Inde. Il en existe des formes avec des graines orange, jaune paille, blanc crème. C’est le type le plus cultivé en France. Le terme Kabuli (persan  kālulīکالولی) signifie « de Kaboul »
- groupe Desi (ou microsperma): regroupe les variétés à petites graines (3,5–6 mm), angulaires, avec la présence éminente d’un bec et une surface rugueuse, de couleur sombre, ridées, avec un tégument plus épais, et sont généralement consommées après décorticage. La plante a un port buissonnant, de petites folioles et de petites fleurs pourpres ou violettes. Ces cultivars prédominent au sud de l’aire d’expansion du pois chiche (Éthiopie) et à l’est (Afghanistan, Pakistan, Inde). Il en existe à graines brunes, rouge foncé, noires, vertes, ou panachées. On le trouve sous forme entière ou sous forme de dal (pois chiches cassés) dans les épiceries indiennes. Le terme Desi signifie « du pays, indigène » en hindi[8]. Surtout cultivé en Asie, il est peu présent en France[9].

Un travail d'amélioration variétale a été réalisé en France. On compte actuellement sept variétés inscrites au catalogue français : Benito (2016), Eldorado (2013), Elixir (2014), Elvar (2003), Flamenco (1991), Lambada (1992) et Twist (1991).
Le pois chiche cultivé diffère de ses parents sauvages par son port érigé, la rétention des gousses et des graines sur la plante, l’accroissement graduel de la taille de la graine de 3,5 mm à plus de 6 mm. Les formes à grosses graines sont évidemment plus évoluées.

## Archéologie et histoire
Le pois chiche domestique (Cicer arietinum L. subsp. arietinum) présente de fortes affinités morphologiques et des chromosomes homologues avec une espèce sauvage de pois chiche qui a des graines réticulées, le Cicer reticulatum Ladizinsky, poussant au sud-est de la Turquie, entre l’Euphrate et le Tigre. La recherche moléculaire ayant appuyé l’identification de Cicer reticulatum Ladiz. comme l’ancêtre sauvage, il a été renommé en conséquence Cicer arietinum subsp. reticulatum, en 2022.
La partie centrale du Croissant fertile semble être le territoire dans lequel le pois chiche a été domestiqué.
Sources archéologiques
Les premiers restes archéologiques proviennent de Çayönü en Turquie (7500-6800 av. J.-C.) et de Tell Abu Hureyra au nord de la Syrie (VIIIe millénaire av. J.-C.). Situés dans la partie nord du Croissant fertile et dans l’aire de répartition de la forme sauvage, ces sites présentent des graines dont la taille est celle des pois chiches sauvages (subsp. reticulatum). Par contre, les graines retrouvées à Jéricho (7500 av. J.-C.) et à Tell Ramad, près de Damas (fin du VIIe millénaire), sont des formes domestiquées. Ces sites sont éloignés du territoire de l’ancêtre sauvage et les spécimens de Jéricho semblent avoir un tégument lisse, de même que les graines trouvées à Höyücek au Sud-Ouest de la Turquie (env. 6500-6050 av. J.-C.).
Le pois chiche cultivé domestiqué s’est déplacé vers l’ouest. Un pois chiche bien conservé a été retrouvé en Grèce, à Otzaki datant du VIe millénaire av. J.-C., en Bulgarie et enfin au Ve siècle av. J.-C., à Sainte-Maxime (Var) dans le sud de la France. En Europe occidentale, la culture et la consommation du pois chiche sont attestées dès le IXe siècle, par des sources écrites et archéologiques.
Le pois chiche domestiqué s’est aussi déplacé vers l’est : on trouve sa trace sur les sites harappéens vers 2000 av. J.-C. dans le nord de l’Inde. L’Inde et l’Éthiopie sont devenues des centres de diversités des pois chiches.
Sources écrites historiques
Le pois chiche est cité dans la Bible (Isaïe, 30, 24) : c’est le hamitz  (hébreux: חומץ), classiquement traduit par « fourrage salé ». Ce nom se retrouve dans l’arabe حمص ḥummuṣ qui via le turc humus a désigné en français l’ « hoummous », la purée de pois chiche et d’huile de sésame. En sanscrit, le pois chiche est appelé chanaka (चणक) qui a donné en hindi chana (चना)
Dans l’Antiquité grecque, pour le philosophe et botaniste Théophraste (-371 ; -288) « les pois chiches se différentient par leur grosseur, leur couleur et leur forme : il y a ainsi les « béliers » (krios), les « grains d’ers » (orobos) et les types intermédiaires. Mais dans tous les cas, les grains clairs sont les plus doux » (Recherches sur les plantes, 8, 5, 1). L’encyclopédiste romain Pline (+23 ; +79) reprend les termes de Théophraste et rajoute « Il y a ainsi le pois ariétinum, qui ressemble à une tête de bélier, aries, d’où son nom ; il est blanc ou noir...la variété la plus agréable de pois chiche est celle qui ressemble le plus à l’ers ; les formes noires et rousse sont plus vigoureuses que la blanche » (Histoire naturelle, 18, 124). Il semble donc que plusieurs cultivars de pois chiche circulaient pendant l’Antiquité, alors que de nos jours, le type Kabuli prédomine.
Pendant le Moyen Âge, le pois chiche semble avoir été cultivé dans une bonne partie de l’Europe, y compris en Allemagne. Il fait partie des plantes dont la culture est recommandée dans les domaines royaux par Charlemagne dans le capitulaire De Villis (fin du VIIIe ou début du IXe siècle). La moniale allemande Hildegarde de Bingen (1098-1179) fait l’éloge du kicher.
Le pois chiche a été importé en Amérique par les Européens, les premières récoltes ayant été obtenues sur l’île d’Hispaniola en 1494. Pour des raisons climatiques, il s’est implanté dans les hauts plateaux du Pérou et du Mexique.

## Patronyme, pseudonyme
Cicéron doit son surnom (cognomen) à une grosse verrue en forme de pois chiche qui aurait orné le bout du nez d’un de ses ancêtres ; il en est de même pour le pharaon d'origine grecque Ptolémée IX surnommé Lathyros, l'équivalent en grec.

## Mode de culture
Le pois chiche est une plante annuelle qui se contente de sols pauvres, caillouteux et secs.
Il se sème à grand écartement, car ses racines peuvent prospecter un volume important. Il ne demande pas beaucoup d'entretien, il est toutefois conseillé de butter les pieds et de désherber par binage. La récolte a lieu quand les gousses sont sèches et brunissent.
Ses principaux ennemis sont les bruches qui percent les grains.
Le pois chiche est bien acclimaté aux climats semi-arides et de type méditerranéen, comme l’Espagne, la Turquie, le Maghreb et le sud de la France.
Sa culture valorise les sols secs et elle est excellente en rotation, notamment en troisième année après un blé dur.
Principaux pays producteurs en 2018 et 2021
|          | Pays       | Production 2018 (en t) | Production 2021 (en t) |
| -------- | ---------- | ---------------------- | ---------------------- |
| 1        | Inde       | 11 380 000             | 11 910 000             |
| 2        | Australie  | 998 231                | 876 468                |
| 3        | Turquie    | 630 000                | 475 000                |
| 4        | Russie     | 620 400                | 316 840                |
| 5        | États-Unis | 577 970                | 129 770                |
| 6        | Éthiopie   | 515 642                | 478 211                |
| 7        | Birmanie   | 509 856                | 467 340                |
| 8        | Mexique    | 351 796                | 171 967                |
| 9        | Pakistan   | 323 364                | 233 934                |
| 10       | Canada     | 311 300                | 76 192                 |
|          | Monde      | 16 940 224             | 15 871 845             |
| Source : |            |                        |                        |

La production mondiale qui avait doublé entre 2001 et 2018, a connu une chute brutale en 2019 (de −16 %), s’est relevée doucement en 2020-2021.
L’Inde a renforcé sa position dominante à travers la crise de 2019 ; sa production est passée de 67 % à 75 % de la production mondiale.

## Utilisations
Grâce à son aptitude à former des relations symbiotiques avec des bactéries fixatrices d'azote, le pois chiche est riche en protéines (teneur variant de 17 à 23 %, deux fois plus élevée que la majorité des céréales) et une composition en acides aminés plus intéressante que celle des poacées, ce qui rend la consommation de ses graines complémentaires des régimes à base de céréales.

### Agronomie
Comme les autres espèces de plantes de la famille des fabacées, grâce à cette symbiose, le pois chiche est un 
fertilisant naturel et peut être utilisé comme engrais vert .

### Alimentation humaine

#### Analyse nutritionnelle
On distingue :
- les macronutriments (glucides, lipides, protéines) les éléments bâtisseurs,
- des micronutriments (vitamines, minéraux et fibres) les éléments à rôle fonctionnel (selon Auvinet et al.[18], 2018)
- les composés phytochimiques bioactifs, non nutritifs

Macronutriments
Le pois chiche est une bonne source de glucides (44 %) et de protéines (18,6 %), et la qualité protéique du pois chiche est considérée comme meilleure que celle des autres légumineuses car sur 18 types d'acides aminés qu’il contient, 8 sont des acides aminés essentiels.
Le pois chiche contient une variété de monosaccharides (fructose, galactose, glucose, ribose), de disaccharides (saccharose, maltose), d'oligosaccharides et de polysaccharides (stachyose, cicéritol, raffinose et verbénose). Ces oligosaccharides à haute teneur ne sont généralement pas absorbés ou hydrolysés par le système digestif humain, mais sont fermentés par des bactéries du côlon pour libérer des gaz, provoquant des flatulences gastro-intestinales.
Sa teneur en lipide de 6 % est supérieure à celle des autres légumineuses (lentilles, haricot rouge) et des céréales (blé et riz).
La teneur en glucide diminue quand on passe du pois chiche sec, au pois chiche cuit (qui a absorbé de l’eau) au houmous (qui contient d’autres ingrédients).
Micronutriments
Le pois chiche a une teneur élevée en acide folique (vitamine B9). Il est également riche en vitamine liposolubles telles que l'α-tocophérol (vitamine E), γ-tocophérol, et contient des quantités modestes de vitamines hydrosolubles (vitamines B1, B2, B3, B5, B6).
Il est plus riche en potassium, calcium, sodium et magnésium ainsi qu’en cuivre, fer, zinc.
Composés phytochimiques
Les composés phytochimiques sont des composés bioactifs non nutritifs (flavonoïdes, phytostérols, polyphénols, etc.) qui sont reliés à une diminution des risques de maladies chroniques.
Dans le pois chiche, il a été repéré les composés bioactifs suivants : des caroténoïdes (aux propriétés antioxydantes), des composés phénoliques (les phénols totaux sont de 127,8 μg/g (base sèche) pour le Desi et de 52,8 μg/g (base sèche) pour le Kabuli), des isoflavones, des saponines.
Le pois chiche contient diverses isoflavones, telles que la biochanine A (ou BCA), la calycosine, la formononétine, la génistéine etc. Les isoflavones sont les principaux composants bioactifs des graines de pois chiches germées (avec une teneur 5 fois supérieure à celle du soja germé).
L’autre groupe de composés bioactifs du pois chiche sont les saponines : chez les humains, leurs propriétés tensioactives et leurs effets hypocholestéromiants sont importantes pour réduire les risques de nombreuses maladies chroniques.

### Propriétés pharmacologiques
Pouvoir antioxydant
Dans une étude comparative sur l'activité antioxydante de différentes variétés de légumineuses couramment consommées en Inde, Marathe et al. (2011) ont montré que l'activité antioxydante de ces légumineuses était positivement corrélée à leur contenu phénolique et que le pois chiche avait une activité antioxydante relativement faible.
De nombreuses études ont pleinement montré que la capacité antioxydante des composants bioactifs du pois chiche peut être attribuée à sa capacité à piéger les radicaux libres et à réduire le stress oxydatif. Elle tiendrait aux isoflavones et aux peptides protéiques.
Inhibition de la prolifération des cellules tumorales
Les composés ayant une activité antitumorale importante sont le BCA (ou biochanine A (en)), le butyrate, le β-sitostérol, la saponine et le lycopène. L'isoflavonoïde naturel, BCA, est classé comme un phytoestrogène et il a été démontré qu'il a une activité antitumorale. Les isoflavones extraites des bourgeons de pois chiches induisent une apoptose dépendante des mitochondries dans les cellules cancéreuses du sein humain. Le BCA a également montré un bon effet inhibiteur sur le cancer de la prostate, sur le cancer du foie et sur le carcinome épidermoïde de la bouche.
Activité anti-inflammatoire
L'activité anti-inflammatoire des principes actifs du pois chiche a été largement rapportée par les chercheurs. La BCA, une isoflavone biologiquement active dérivée du pois chiche, s'est avérée avoir de puissants effets pharmacologiques anti-inflammatoires. En Australie, la majorité de la production de pois chiches se compose de la variété Desi, qui sont souvent décortiqués et fendus avant d'être exportés sous le nom de « Dhal ». Il a cependant été démontré que les téguments de pois chiches contiennent une teneur phénolique plus élevée et une plus grande variété de composés phénoliques par rapport aux graines de pois chiches décortiquées et par conséquent une plus grande activité antioxydante dans les tests d’antioxydants FRAP et DPPH.
Mahbub et al. ont montré que le traitement des macrophages murins par les extraits phénoliques de tégument de pois chiches (EPTP) avant d’induire une inflammation, a réduit de manière significative la production de marqueurs inflammatoires (tels que l’oxyde nitrique NO et l’interleukine-6 IL-6). Donc les extraits de téguments pourraient atténuer le stress oxydatif et l’inflammation.

### Préparations culinaires

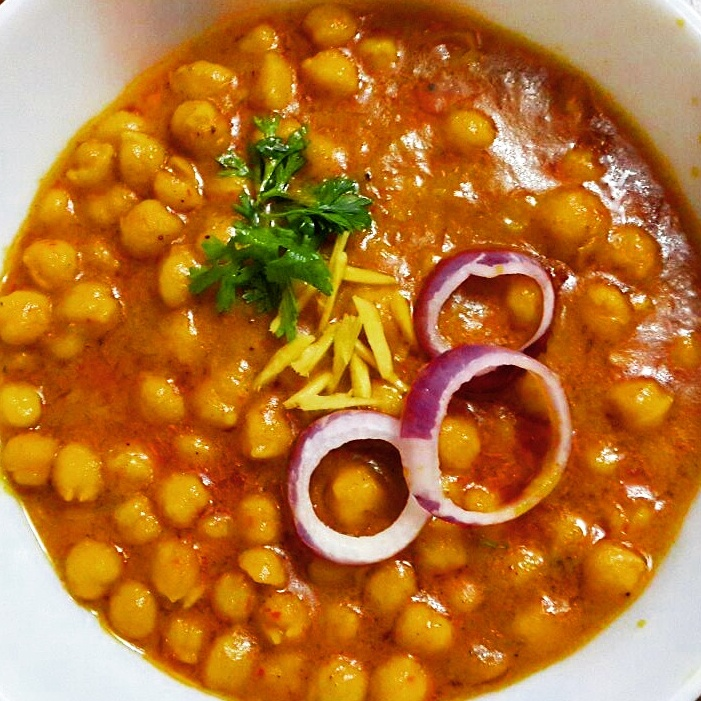
Chana masala, plat indien à base de pois chiche.

Il est consommé chaud ou froid (en salade), mais le plus souvent consommé comme l'un des « légumes » du couscous ou des ragoûts, potées, kormas, potages et estouffades, ou, après avoir été écrasé, sous forme de houmous (ou houmos) ou falafel. Ces deux recettes traditionnelles des pays méditerranéens sont intéressantes pour la santé.
Sous forme de farine, il entre dans la préparation de plats comme la socca, typiquement niçoise, ou les panisses (recette niçoise mais aussi marseillaise, consistant à préparer de la pâte, moulée dans un récipient circulaire, puis à découper le disque obtenu en tranches épaisses — quelquefois en dés —, que l'on plonge ensuite dans la friture), la cade toulonnaise (galette de farine de pois chiche cuite au four à bois) ou encore les panelle de Sicile ou la calentica d'Algérie.
Le liquide de cuisson du pois chiche, ou aquafaba (qu'on trouve dans les boîtes de conserves), est, comme le blanc d'œuf, composé d’environ 90 % d’eau et de 10 % de protéines végétales dont l’albumine. Ce jus peut donc être utilisé en substitut des blancs d’œuf, notamment dans la cuisine végétalienne, pour faire des plats type mousse nécessitant des œufs battus en neige.

#### Le pois chiche dans la tradition française
La Cèze, rivière du sud de la France, doit son nom au Cicer arietinum dans une région où la culture de cette légumineuse a été jadis très répandue.
À proximité, à Montaren, dans le Gard, a lieu chaque année, depuis 2008, la fête du pois chiche, au mois de mai. Cette manifestation, qui dure trois jours, est organisée par plusieurs associations locales et comprend de nombreuses animations telles qu'un défilé, des chants et mêle humour bravache et rituel communautaire. Cet évènement est inscrit en 2022 à l’Inventaire national du patrimoine culturel immatériel de l’Unesco.
À Rougiers, dans le Var, a lieu également chaque année au mois de septembre une fête des pois chiches. La manifestation est organisée par la Confrérie du Pois Chiche de Rougiers (chapitre, intronisation, exposants, défilé, repas en plein air, musique, concours divers) et se clôture par un concours de soufflé de pois chiche où chaque concurrent, à plat ventre, doit lancer le pois chiche le plus loin possible avec sa bouche.

#### Trempage et cuisson du pois chiche
Pour cuire des pois-chiches, il est important de les tremper, idéalement une nuit entière, dans de l’eau. Les pois chiches vont alors gonfler en absorbant cette eau. Il faut s’assurer qu’ils en ont assez (au moins 3 à 4 fois leur volume). Il est possible de rajouter du bicarbonate à l’eau de trempage mais cela n’est pas nécessaire. Si les pois chiches trempent trop longtemps, ils vont commencer à germer.
La cuisson des pois-chiches secs est très courante dans les pays où ce légume sec est répandu. Cela se fait en quelques étapes et le processus n’est pas compliqué.
Crus, les pois chiches entrent avec les fèves dans la composition des falafels. Une fois cuits, ils peuvent être utilisés dans des préparations culinaires différentes, comme le houmous. Il est possible de congeler les pois chiches dans leur eau de cuisson pour des utilisations ultérieures.